# Peridontodesmus cordobanus
Peridontodesmus cordobanus är en mångfotingart som först beskrevs av Karl Wilhelm Verhoeff 1932.  Peridontodesmus cordobanus ingår i släktet Peridontodesmus och familjen Cryptodesmidae. Inga underarter finns listade i Catalogue of Life.